# ビル・ピアース
ビル・ピアース（Bill Pierce、またはビリー・ピアース、1948年9月25日 - ）は、アメリカ合衆国バージニア州ハンプトン出身のジャズ・サクソフォーン奏者。
1980年代初期のアート・ブレイキー&ジャズ・メッセンジャーズ、1980年代中期から1990年代初期にかけてトニー・ウィリアムス・クインテットの一員として活躍。
バークリー音楽大学で、ジョー・ヴィオラとアンディ・マクギーに師事。またジョー・アラードにも師事する。2018年までバークリー音楽大学の木管学部学部長を務めていた（現在は既に退職している）。

## ディスコグラフィ

### リーダー・アルバム[2]
- Give and Take (1988年、Sunnyside)
- Equilateral (1989年、Sunnyside)
- One for Chuck (1991年、Sunnyside)
- Rolling Monk (1993年、Bellaphon)
- Rio (Ballads and Bossa Novas) (1995年、Sunnyside)
- Complete William the Conqueror Sessions (1995年、Sunnyside)
- Burnin' (1997年、Criss Cross Jazz) ※with ジャヴォン・ジャクソン

アート・ブレイキー&ジャズ・メッセンジャーズ
- Live at Montreux and Northsea (1980年、Timeless)
- Art Blakey in Sweden (1981年、Amigo)
- Album of the Year (1981年、Timeless)
- Straight Ahead (1981年、Concord Jazz)
- Keystone 3 (1982年、Concord Jazz)
- Oh-By the Way (1982年、Timeless)

トニー・ウィリアムス
- Civilization (1987年、Blue Note)
- Angel Street (1988年、Blue Note)
- Native Heart (1990年、Blue Note)
- The Story of Neptune (1992年、Blue Note)
- Tokyo Live (1992年、Blue Note)